# عربينوز

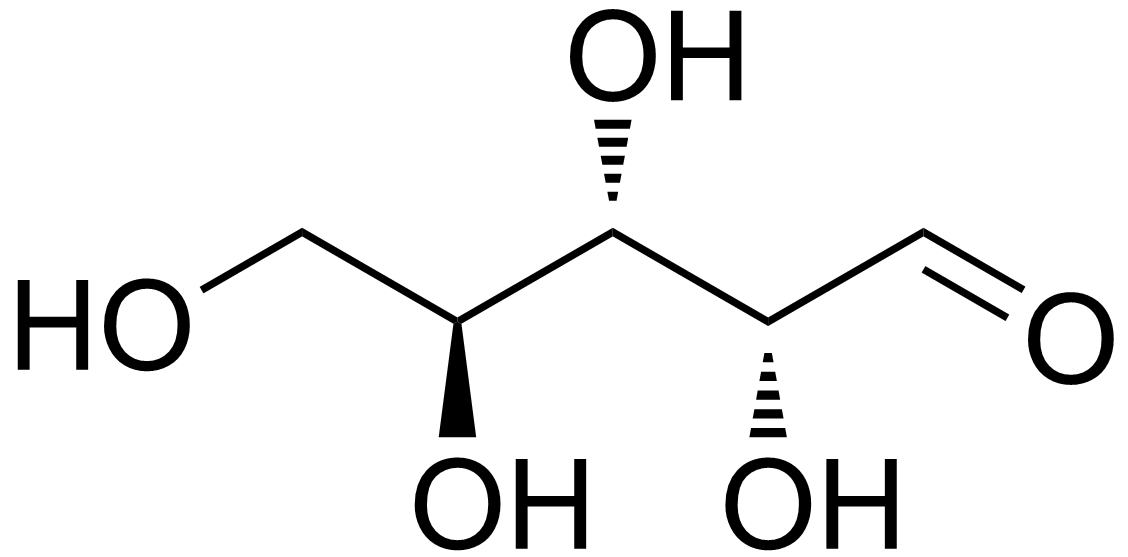
التمثيل الجزيئي لجزيئة العربينوز

العربينوز أو أرابينوز (بالإنجليزية: Arabinose)‏ أو سكر البكتين عبارة عن بنتوز كحوليدي (ألدهيدي) صيغته الجزيئية هي C5H10O5
و كثلته المولية 150. 13غ/مول.
و يوجد على شكل نظيرين ضوئيين وهما L-عربينوز (الأكثر وفرة بالطبيعة) وD-عربينوز.

## المصدر
يعتبر العربينوز أحد مكونات البكتين والهيميسيلولوز، ويستخرج عادة من الصمغ العربي.

## التركيب
يمكن تركيب العربينوز انطلاقا من الغلوكوز أو المانوز بواسطة تفاعل «ووهل» Wohl الذي يسمح بازالة الكربون 2 من السلسلة الكربونية لسكر كحولدي.

## خاصيات فزيائية
ينصهر العربينوز في درجة حرارة تتراوح بين 153 و164 °C وتبلغ كثافته النسبية 0,5 عند 20 °C
و هو قابل للذوبان في الماء.